# Neoregelia lilliputiana
Neoregelia lilliputiana é uma espécie de  planta do gênero Neoregelia e da família Bromeliaceae.  
Difere das demais espécies principalmente devido ao seu diminuto tamanho, podendo ter com cerca de 5 cm quando adulta. 

## Taxonomia
A espécie foi descrita em 1974 por Edmundo Pereira. 

## Forma de vida
É uma espécie epífita e herbácea. 

## Conservação
A espécie faz parte da Lista Vermelha das espécies ameaçadas do estado do Espírito Santo, no sudeste do Brasil. A lista foi publicada em 13 de junho de 2005 por intermédio do decreto estadual nº 1.499-R. 

## Distribuição
A espécie é endêmica do Brasil e encontrada no estado brasileiro de Espírito Santo. 
A espécie é encontrada no domínio fitogeográfico de Mata Atlântica, em regiões com vegetação de floresta ombrófila pluvial.